# Dictyonella mirabilis
Dictyonella mirabilis är en svampart som först beskrevs av Syd. & P. Syd., och fick sitt nu gällande namn av Arx 1963. Dictyonella mirabilis ingår i släktet Dictyonella och familjen Saccardiaceae.   Inga underarter finns listade i Catalogue of Life.